# 山口俊
山口 俊（やまぐち しゅん、1987年7月11日 - ）は、大分県中津市出身の元プロ野球選手（投手、右投右打）。

## 概要
投手として読売ジャイアンツでは1度のリーグ優勝に貢献。個人ではNPBで合計4個のタイトル（3個）・主要表彰（1個）を獲得している。
NPBでレギュラーシーズンにおける平成最後のノーヒットノーランを達成。
元メジャーリーガーでトロント・ブルージェイズに所属していた。
愛称は「どすこい」。
父は大相撲の元幕内力士・谷嵐久。

## 経歴

### プロ入り前
柳ヶ浦高等学校1年時の2003年に第85回全国高等学校野球選手権大会へ出場したが、初戦で常総学院高等学校に敗れた。
2年時の2004年は秋季九州大会、明治神宮野球大会で優勝。
3年時の2005年の第77回選抜高等学校野球大会に出場し、初戦の天理高等学校戦では、初回に最速151km/hを計測（NHKの中継での表示は148km/h）したが、チームは敗退している。同年夏の第87回全国高等学校野球選手権大分大会では、準決勝の試合中に肘を痛めてしまい、緊急降板。チームも延長11回まで戦った末に敗れた。
同年のプロ野球高校生ドラフト会議にて横浜ベイスターズから1巡目指名を受け、契約金9000万円、年俸870万円（金額は推定）という条件で入団した。背番号は11。

### 横浜・DeNA時代
2006年は6月23日に一軍へ初昇格すると、同月29日の対読売ジャイアンツ戦（横浜スタジアム）で両親も観戦する中、公式戦初登板初先発。5回表二死まで走者を1人も出さず、6回を投げて被安打2、四死球0、1失点という内容で勝利投手となった。最終的に、5試合に先発し、1勝2敗、防御率6.43という成績でシーズンを終えた。
2007年は4試合に先発し、0勝3敗、防御率6.30でシーズンを終えた。
2008年はリリーフとして16試合に登板し、防御率は0.76を記録した。
2009年は開幕からセットアッパーとして一軍に定着。リリーフで10試合に登板した4月には、投球イニング14回ながら14奪三振、防御率0.64、2勝5ホールドを記録した末に、セントラル・リーグの月間MVPを初めて受賞した。シーズン途中からはクローザーへ転向。通算では、51試合の登板で、5勝4敗18セーブ、防御率3.27という成績を残した。
2010年は球団がクローザー候補としてクリス・ブーチェックを獲得したことから、春季キャンプでは、先発投手への再転向を視野に調整していた。しかし、ブーチェックがオープン戦で不振だったことから、公式戦の開幕直前でクローザーに復帰。セントラル・リーグの監督推薦選手として初めて出場したオールスターゲームでは、「2試合を通じて最も印象的な活躍を見せた選手」としてマツダ・プレマシー賞を受賞した。後半戦で本来の調子を取り戻すと、自身初の30セーブを記録した。
2011年は2年連続でオールスターゲームに出場。2年連続で30セーブを挙げた。同年10月22日の巨人戦（東京ドーム）にて、長野久義に日本プロ野球史上8人目の代打逆転サヨナラ満塁本塁打を打たれた。なお本人が2023年7月に上原浩治の公式YouTubeチャンネルで2011年オフに球団から許可を得て、ポスティングシステムを利用してメジャーリーグベースボール (MLB) へ挑戦する予定だったが、球団体制変更で立ち消えとなったことを語った。
2012年は開幕前から金髪にしていたが、シーズンに入ると打ち込まれるケースが目立ち、反省の意味をこめて丸刈りにした。9月4日の対東京ヤクルトスワローズ戦（横浜）で、NPB史上25人目の通算100セーブを達成。25歳と53日での達成は当時史上最年少であった。防御率もクローザー定着後では最も良い1.74を記録したが、同点や敗戦処理での登板機会が多かった影響で、セーブ数は前年から減少した。オフに開催された「侍ジャパンマッチ2012「日本代表 VS キューバ代表」」の日本代表に選出された。抑えとして全2試合でセーブを記録。12月13日の契約交渉では、早ければ翌シーズンの終了後にポスティングシステムによるメジャーリーグベースボール (MLB) への移籍を目指す意向を球団側に伝えた。
2013年は、5月の時点で4勝を記録。44試合に登板したが、救援失敗を繰り返したため、3回の二軍への降格を経験した。ホルヘ・ソーサが抑えに定着したシーズン途中に1勝を上乗せしたが、全体では7セーブ、防御率5.40と低迷した。
2014年は開幕からソーサにつなぐセットアッパーを任されたが、5月終了時点の防御率が7.62に達したため、再び先発へ転向すべく二軍で調整。6月1日の対千葉ロッテマリーンズ戦（QVCマリンフィールド）で、2007年9月19日の対広島東洋カープ戦以来7年ぶりの先発登板を果たすと、6回2被安打無失点の好投でシーズン初勝利を挙げた。公式戦での先発登板で勝利投手になったのは、2006年の一軍デビュー戦以来8年ぶりであった。この月には先発登板4試合で3勝1敗、防御率0.99という好成績を残し、自身2度目の月間MVPに選ばれた。7月1日の対中日ドラゴンズ戦（石川県立野球場）では、3回表の第1打席で初本塁打を記録。9月には、3日の対阪神タイガース戦（阪神甲子園球場）に11奪三振の力投で一軍初の完投勝利を果たすと、さらに9月10日の対東京ヤクルトスワローズ戦（横浜）では4安打無四球でプロ初完封勝利を挙げた。9月は2完封を含む3完投でリーグトップタイの3勝を挙げ、自身3度目の月間MVPに選ばれた。シーズン全体では、月間MVPを2度獲得したほか、リーグ最多の3完投を記録。8勝5敗3ホールド、防御率2.90という好成績を残したことから、12月11日の契約交渉後の記者会見では、翌2015年も先発投手に専念することを明かした。
2015年は、4月25日の対中日戦（横浜）でチームのシーズン初完投勝利を挙げるなど、先発投手として自身3連勝を記録。ただし、同年は試合途中の6回に失点を重ねる傾向が見られたほか、好調な打線の援護にも恵まれていた。5月中旬から不調に転じると、7月4日の対阪神戦でシーズン初黒星。7月11日の対東京ヤクルトスワローズ戦でシーズン3敗目を喫してからは、一軍と二軍を何度も往復した。結局3勝を挙げただけで、7月以降に6連敗を記録。防御率も4.49にとどまった。
2016年は下園辰哉に代わり、球団の選手会長に就任。球団の仕事始めであった1月4日には、かつてのチームメイトでもあった新任のアレックス・ラミレス監督から、公式戦の開幕投手に初めて指名されたが、オープン戦期間中に調整の目的で登板したロッテとのイースタン・リーグ公式戦（3月12日）で、一塁へのベースカバーへ入った際に右足首を捻挫。この事態を受けて、首脳陣は開幕投手を井納翔一へ急遽変更した。4月9日の対ヤクルト戦（横浜）でシーズン初登板・初先発を果たすと、自身2年ぶりの本塁打を放つ活躍も見せ、シーズン初勝利を挙げた。セ・パ交流戦の期間中には、セ・リーグ球団の投手で初めて2試合連続完封勝利を記録。7月上旬の時点で両リーグ単独トップの3完封勝利を記録するほどの好調を背景に、オールスターゲームでは、セ・リーグの監督推薦選手として第2戦（7月16日・横浜）での先発が内定していた。しかし、7月9日の投球練習中に左足首を捻挫し、その後の診察で左前距腓靱帯（）および脛腓靱帯（）の損傷が判明したため、オールスターゲームへの出場を辞退するとともに、井納が代替選手として出場することになった。山口と共に監督推薦選手へ選ばれていたチームメイトの石田健大が、第2戦の先発を務めた。8月3日に一軍へ復帰してからも、右のエースとして好調を維持。9月3日の対阪神戦（甲子園）で自身初のシーズン10勝に到達するなど、チーム史上初のクライマックスシリーズ進出に大きく貢献した。レギュラーシーズン全体では、規定投球回には到達できず19試合の登板にとどまりながらも、11勝5敗、防御率2.86を記録。完投試合数（5）と完封試合数（3）はリーグトップであったが、先発で登板した9月10日の対中日戦（ナゴヤドーム）後に右肩痛を発症したため、レギュラーシーズンの残り試合やポストシーズンでの登板機会はなかった。
FA宣言

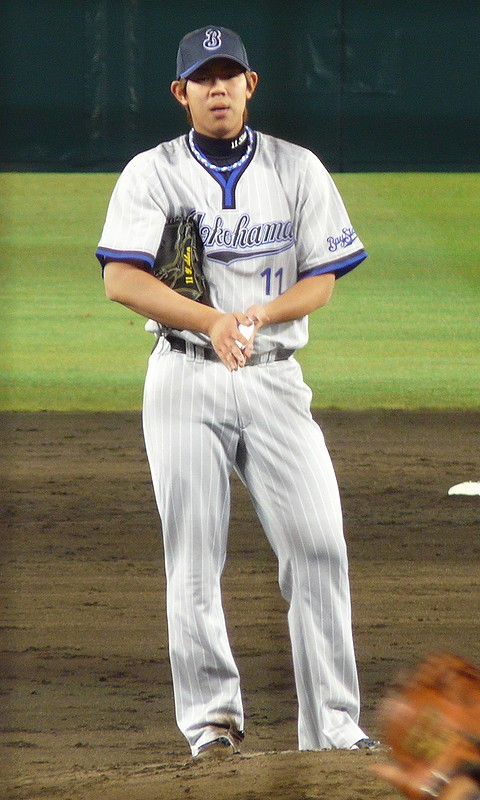
2009年4月30日、阪神甲子園球場にて

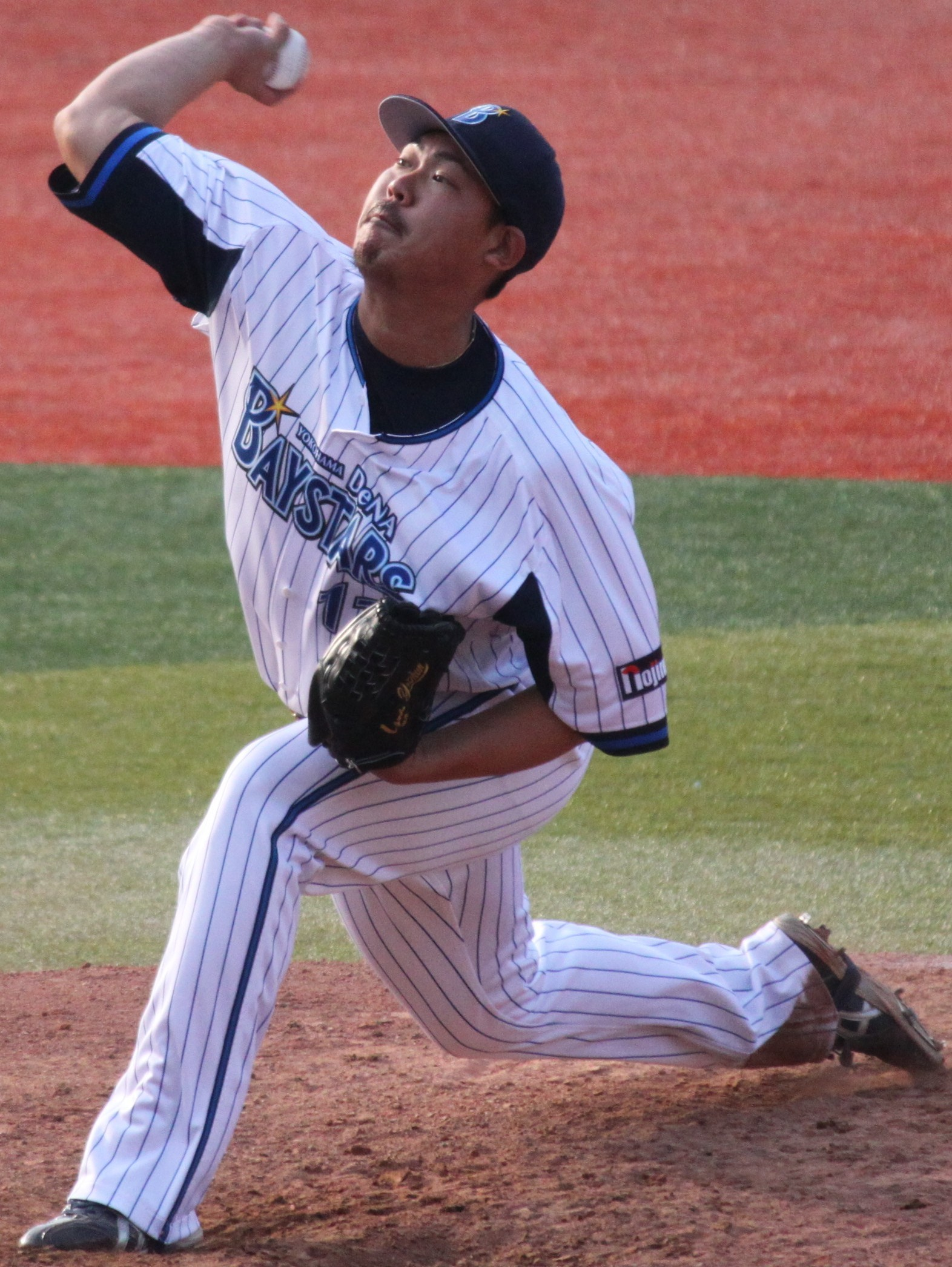
DeNA時代（2013年3月17日、横浜スタジアム）

2016年のレギュラーシーズン中に国内FA権を取得。ポストシーズン終了後の11月8日には、「選手としてせっかく取れた権利なので、『プロ野球選手としての評価を聞きたい』という気持ちが強くなった」という理由で、権利を行使する意向を涙ながらに表明した。
11月10日付でNPBからフリーエージェント宣言選手として公示されると、11日には、巨人が3年契約を条件に山口への入団交渉を開始。同年にナゴヤドームでの主催公式戦で山口に2戦全敗を喫した中日も、契約期間5年規模・年俸総額10億円以上という条件で交渉に入った。FA宣言選手の残留を認めているDeNAでも、契約期間3年・年俸総額5億円以上という条件で残留交渉を続けていたが、自分の評価が低く、自分と球団の互いの思いに温度差のような違いを感じたということで、同月29日の交渉中に山口が他球団へ移籍する意向を表明。この2球団と合わせて5、6球団から興味を示されたが、巨人か中日に行くと決め、これ以外の球団とは交渉の席にも着かなかったという。
一時は中日移籍を決め、当時の巨人のゼネラルマネージャーの堤辰佳とは、断りを入れるつもりで礼儀として直接会ったが、話を始める前に「お前を獲れなかったら俺は（GMを）辞める。その覚悟で来ている」と辞表の入った封筒を目の前に置かれたことで、その熱意を受け入れて感激したことで一転してその場で巨人移籍の意志を伝えたという。12月1日には、巨人が山口から入団の意向を伝えられたことを公表した。
山口は2016年に、推定年俸8000万円という条件でDeNAと契約していた。FA権の行使に関するNPBの規定では、この年俸がBランク（同年にDeNAへ在籍していた日本人選手の上位4位以下10位以内）に該当するため、巨人にはDeNAに対する人的（または金銭）補償の義務が生じる。このため、巨人は12月12日までに、DeNAが人的補償措置で獲得できる選手の名簿を同球団へ提出。2017年1月5日に人的補償選手として平良拳太郎をDeNAが獲得した。

### 巨人時代

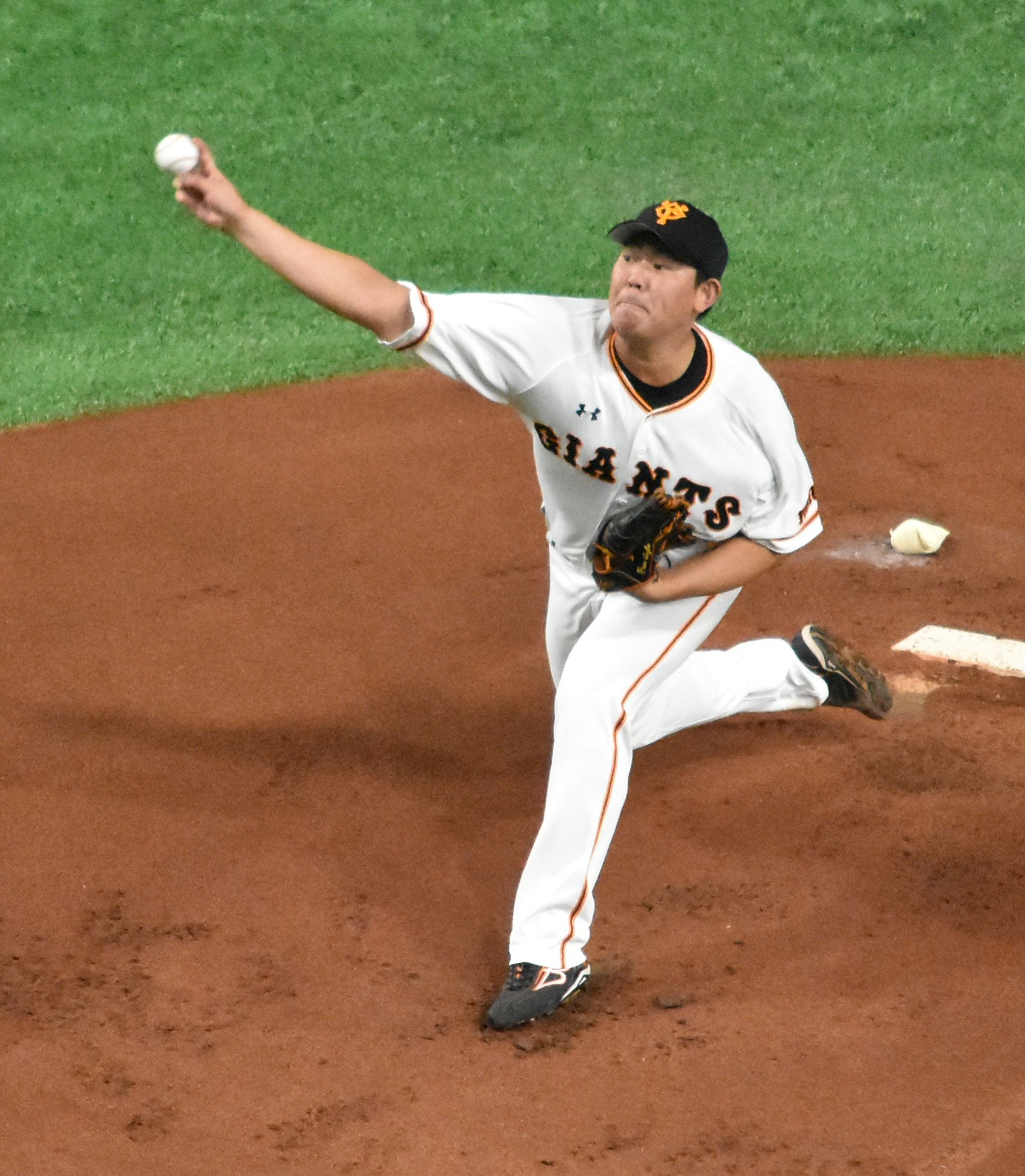
巨人時代（2019年 東京ドーム）

2016年12月5日に、巨人が山口の入団を正式に発表し、ソフトバンクからFA権の行使で移籍した森福允彦と共に入団記者会見へ臨んだ。背番号は42。年俸については、入団当初の推定で8000万円とされていた。しかし、NPBのFA規約第7条による「特別な事情の申請」がコミッショナーに認められていたことが後に判明したため、実際には2億5000万円程度と見られている。
2017年は前年から続く右肩痛の影響で、春季キャンプを三軍でスタート。開幕に出遅れたものの6月14日の対福岡ソフトバンクホークス戦（東京ドーム）で、先発投手として移籍後初登板を果たした。この試合で6回表終了まで無安打無失点に抑えると、山口の後を受けて登板したスコット・マシソンとアルキメデス・カミネロもソフトバンク打線を無安打に抑えたため、セ・リーグ史上初の継投によるノーヒットノーランで移籍後初勝利を挙げた。一方で移籍後3試合目となった7月2日の古巣DeNA戦では4回6失点という内容で初黒星を喫すると、次の登板となった同月9日の阪神戦でも5回6失点と試合を作れず、防御率は6.43に達した。
30歳の誕生日に当たる7月11日に東京都内の飲食店で泥酔中に右手の甲を負傷。更に、山口が負傷後に訪れた東邦大学医療センター大橋病院で、泥酔状態のまま出入口の扉の損壊や男性警備員への暴行に及んだとされる疑いが浮上した。上記の疑いが発覚した7月18日には球団は事態を重く見て、事態の全容が判明するまで山口の登板を見合わせることを決定。先発が予告されていた同日の対中日戦（ナゴヤドーム）は、中日球団からの承諾を得たうえで高木勇人を急遽先発させた。8月18日には、上記のトラブルに関して傷害と器物損壊の疑いで書類送検に処された。山口は容疑を認めており、記者会見で謝罪を行った。被害者との示談も成立しており、当初被害者が警察署に提出していた被害届も取り下げられているといい、同月23日に東京地検は山口を不起訴処分とした。球団は一連の行為が統一契約書第17条（模範行為）に違反し、プロ野球協約第60条の不品行に該当すると判断。同協約に基づき、8月18日からシーズン終了の11月30日までの出場停止、事件当日の7月11日から出場停止処分が決まるまでの8月17日までは1日につき年俸の300分の1に相当する罰金、出場停止期間中にあたる8月18日から11月30日までも、1日につき年俸の300分の1に相当する減俸を科すことも決まった。罰金と減俸の総額は1億円以上に上るとされている。この処分については、甘すぎるとの苦情が球団に寄せられたが、日本プロ野球選手会からは交渉時の経緯等から「処分は不当に重い」として、球団に処分の再検討を求めた。その後、2日後の20日に練習を球場で再開し、チームメイトに謝罪した。前述の抗議については「知らなかった」と困惑していた。オフの契約更改では、契約期間が1年短縮されたものの現状維持でサインした。移籍1年目の成績は1勝1敗だった。
2018年は、7月27日に史上79人目のノーヒットノーランを達成。出塁を許したのは大島洋平への四球1つのみで、準完全試合としては史上14人目であった。この日の中日の先発は、前回のセ・リーグのノーヒットノーラン達成者である山井大介（2013年6月達成）であった。また、100セーブ以上を記録してからのノーヒットノーラン達成は、史上初の快挙となった。さらに、これがレギュラーシーズンにおける平成最後のノーヒットノーランになった。チーム事情で9月以降は抑えに回り、9月23日の阪神戦で5年ぶりとなるセーブを挙げた。プロ13年目で自身初となる規定投球回に到達し、成績は30登板、154回、6完投、2完封、9勝9敗1セーブ1ホールド、防御率3.68、144奪三振だった（リリーフでは9試合1勝1敗1セーブ1ホールド、防御率1.50）。
2019年からは背番号を横浜時代と同じ11に変更。3・4月は4勝0敗・防御率1.59を記録して月間MVPを受賞したが、5月は未勝利だった。6月29日の対ヤクルト戦（秋田）では、プロ通算1000投球回を達成した。6月は4勝0敗、防御率0.77の成績で、同年2度目の月間MVPを受賞した。オールスターには監督推薦で、自身3度目の出場を果たした。7月16日の対ヤクルト戦（神宮）で、勝利投手になり、10勝目を挙げ、巨人移籍後初の2桁勝利した。8月1日時点で、11勝2敗、勝率.846、防御率2.55、131奪三振と4部門でリーグトップの成績を残していたが、右肘周囲の筋肉に張りを訴え、登録を抹消された。その後無事に復帰し、26登板、170回を投げ15勝4敗（勝率.789）、防御率2.91、188奪三振のキャリアハイの成績を残し、自身初のタイトルとなる最多勝利、最多奪三振、最高勝率を獲得し、自身初のベストナインも受賞した。防御率もリーグ3位で、援護率6.19という数字を残した。さらに自身初となるチームのリーグ優勝に大きく貢献した。ポストシーズンではCSファイナルステージの対阪神戦（東京ドーム）の第1戦目に先発し7回1/3、1失点の好投で勝利投手になった。自身初の日本シリーズでは対ソフトバンク戦（ヤフオクドーム）の第1戦目に先発し6回3失点の好投するも敗戦投手になり、チームは4連敗し日本シリーズ優勝はならなかった。
オフの11月に開催された第2回WBSCプレミア12の日本代表に選出された。同大会ではオープニングラウンドのベネズエラ戦で4回1失点、スーパーラウンドのオーストラリア戦では4回2失点と試合を作り日本代表初となるプレミア12の決勝進出に貢献した。決勝の韓国戦では1回3失点と打ち込まれたがチームが逆転してくれ勝利し自身初の国際大会での優勝を経験した。シーズン終了後にポスティングシステムを利用してMLBへ挑戦することが明らかとなった。これまで巨人軍ではポスティングシステムの利用は認めてこなかったが、山口は球団から認められたことにより巨人軍としては初となるポスティング移籍となった。また、FAで移籍した選手がポスティング移籍するのも史上初である。

### ブルージェイズ時代
2019年12月27日にトロント・ブルージェイズと2年総額635万ドルで契約を結んだことが発表された。背番号は1で、ポスティング費用として巨人にはブルージェイズから127万ドルが支払われる。これにより、FAで移籍した選手並びに巨人としてはポスティングシステムを利用してMLB移籍した初の選手となった。
2020年7月26日のタンパベイ・レイズ戦、1点リードの10回裏にメジャー初登板を果たした。しかし、タイブレークの無死二塁からホセ・マルティネスに四球、続くケビン・キアマイアーに逆転サヨナラ2点適時打を打たれ、敗戦投手となった。続く2試合目の登板となった7月29日のワシントン・ナショナルズ戦でもタイブレークの10回から登板するも、4失点で再び負け投手となった。8月に入ってから主にロングリリーフとして起用されると一転して復調し、8月20日のフィラデルフィア・フィリーズ戦まで5試合に登板し、計7回2/3を1失点で抑えた。8月26日のボストン・レッドソックス戦では3回表から登板し、4回1失点の好投をみせ、メジャー初勝利を収めた。8月は月間防御率1.54の好成績を残したが、9月15日の対ニューヨーク・ヤンキース戦で1回1/3を投げ7失点を喫するとそれ以降は乱調に陥り、最終的にすべてリリーフとして17試合に登板し、2勝4敗1ホールド、防御率8.06という成績でMLB1年目を終えた。
チームはポストシーズンに出場したが、山口はロースターから漏れた。
2021年は2年契約最終年となったが、キャンプ直前の2月11日にDFAとなり、13日にFAとなった。

### ジャイアンツ傘下時代
2021年2月20日にサンフランシスコ・ジャイアンツとスプリット契約を結んだ。シーズン開幕は、傘下のAAA級サクラメント・リバーキャッツで迎えた。しかし、5試合に登板して0勝3敗、防御率6.17と不振で、6月2日に契約を破棄して日本へ復帰する意向であることを球団に伝え、翌3日に正式にFAとなった。自身のインスタグラムでは「日本に帰国することを決断しました」「夢を追ってメジャーに挑戦しましたが、力及ばずシーズン途中での帰国となります」と発信した。

### 巨人復帰
山口が帰国することを決断したことを受け、古巣である読売ジャイアンツが獲得に乗り出し、6月10日に球団から契約合意が正式発表された。背番号は99。2022年までの契約となり、2021年シーズンの推定年俸は3000万円であった。6月23日のDeNA戦でNPB復帰後初登板・初先発し、5回2/3を5安打1失点で勝利投手となった。7月7日の中日戦で2勝目を挙げたが、以降は好投しても援護が獲られない試合や突然崩れる試合が多く7連敗でシーズンを終え、最終成績は2勝8敗、防御率3.56であった。オフに、3000万円増となる推定年俸6000万円で契約を更改し、翌年から背番号を17に変更することを発表した。
2022年は、5月26日にファイターズ鎌ケ谷スタジアムで開催されたイースタン・リーグ、対北海道日本ハムファイターズ戦では古川裕大に1球目を投じた直後に左膝の痛みを訴えて、そのまま降板した。この年は、左ふくらはぎの肉離れなど怪我が多く、一軍では1試合のみの登板に終わり、シーズン終了後、戦力外通告を受けた。
同年11月8日に開催された12球団合同トライアウトには参加せず、オファーを待つ身となった。独立リーグ・九州アジアリーグに所属する、大分B-リングスからオファーがあったものの、NPB球団からのオファーはなく、翌2023年3月29日に現役引退を表明し、4月17日に自身のインスタグラムで報告した。

### 現役引退後
現役引退を正式に発表する前の2022年12月3日に妻の高木加織と共に東京・六本木でちゃんこ屋「TANIARASHI」を開業。

## 選手としての特徴
| 球種         | 配分 | 平均球速 | 平均球速 |
| 球種         | %    | mph      | km/h     |
| ------------ | ---- | -------- | -------- |
| フォーシーム | 44   | 90       | 145      |
| フォーク     | 27   | 84       | 136      |
| スライダー   | 20   | 81       | 131      |
| カーブ       | 8    | 72       | 115      |
| ツーシーム   | 1    | 88       | 142      |

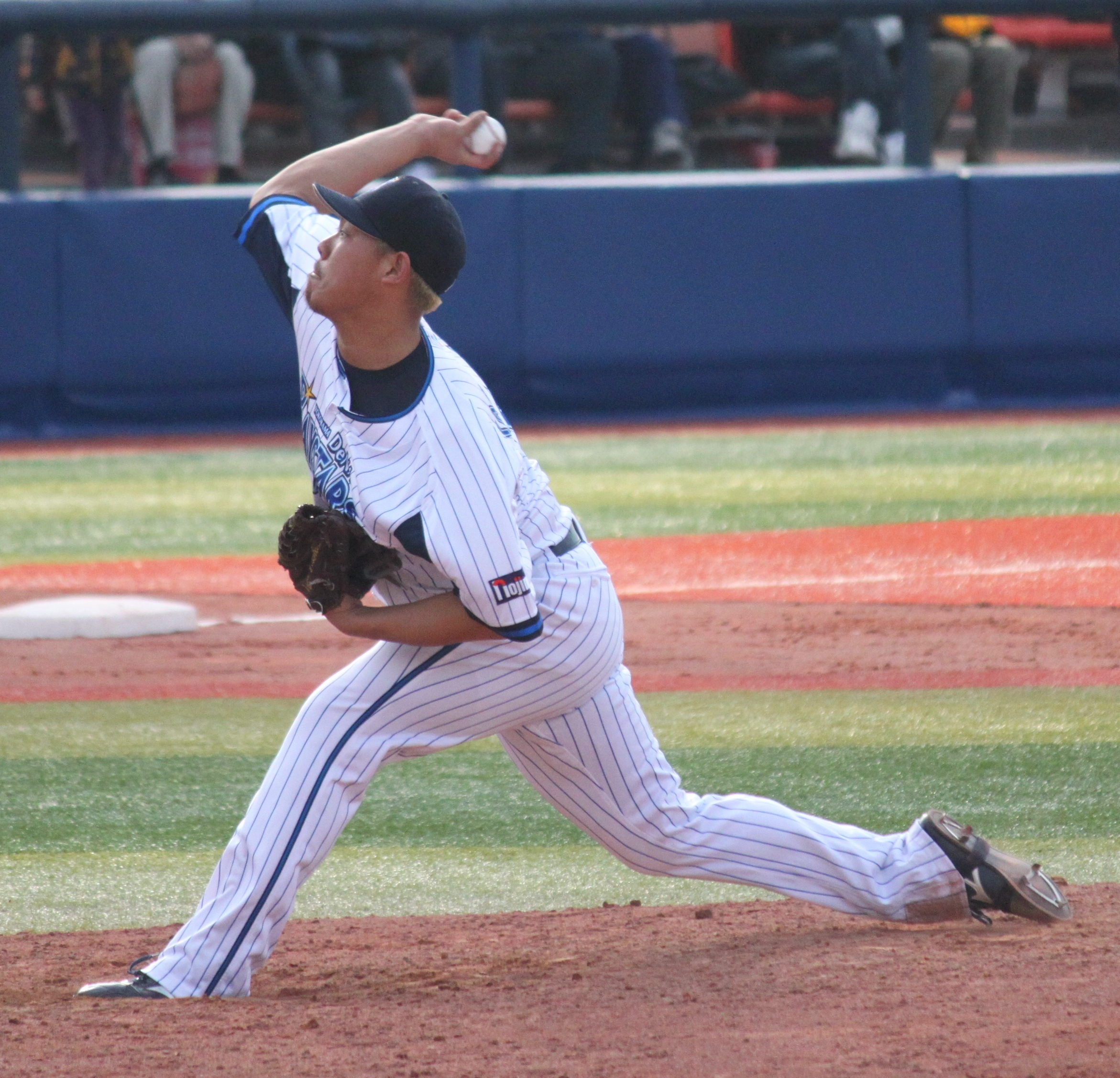
投球フォーム
（2012年3月20日、横浜スタジアム）

打者に対してやや左足を一塁方向へずらしてセットするスリークォーターから、平均球速約145km/hのフォーシームと落差の大きいフォークボールを軸に、縦横のスライダー、カーブを織り交ぜて勝負する投手。先発転向後はシュート、SFFも使用し始めた。さらに、2016年からはワンシームを習得している。リリーフ時には自己最速157km/hを記録した。
死球によって相手打者の負傷が相次いだことにより、「壊し屋」と呼ぶメディアも存在する。2012年7月8日の中日戦（名古屋）では中日の4番・トニ・ブランコの左手に死球。ブランコは左手甲を骨折し、長期離脱となった。抑えで登板した同年8月2日の広島戦（横浜）では、9回表一死一・二塁、DeNAが5-1でリードした場面で代打・會澤翼の右目下部に死球をぶつけ危険球退場。會澤は鼻骨を骨折して顔面から大量出血し、救急車がグラウンド内に乗り入れる騒ぎとなった。試合は菊地和正が1失点に抑えてDeNAが5-2で勝利したものの、DeNAは広島に配慮し、ハイタッチ及びヒーローインタビューを自粛。先発で登板した2014年7月21日の対中日戦（横浜）では、先頭打者から4球で3連打を打たれて先制を許すと、4番・和田一浩の左頭部に死球。「試合開始から5球目での危険球退場処分」という当時NPB一軍史上最短記録を残した。NPBの一軍公式戦で一死も取れずに危険球で退場した先発投手は、史上3人目であった。2015年4月4日の対東京ヤクルトスワローズ戦では、田中浩康の頭部に死球をぶつけ危険球退場。危険球退場の回数が、NPB最多タイ記録の3回に達した。

## 人物
2014年12月25日、グラビアアイドルの高木加織と結婚。この時点で加織が芸能活動を事実上休止していたことから、当初の発表では、結婚相手を「一般女性」と表現。加織自身も、同日付の公式ブログで結婚と懐妊を伝える記事を掲載した際に、山口への配慮などから結婚相手の氏名を伏せていた。しかし、夫が山口であることを一部の週刊誌が報じたことから、2015年3月14日に公式ブログを通じて山口との結婚を正式に公表。同月21日には、前日（20日）に第1子（長女）を出産したことを報告した。2016年には、山口の先発が予告されていた8月20日の対中日戦（ナゴヤドーム）試合前に、加織が第2子（長男）を出産。山口自身も、当時の自己最多記録に並ぶシーズン8勝目を挙げている。

## 詳細情報

### 年度別投手成績
| 年 度     | 球 団     | 登 板 | 先 発 | 完 投 | 完 封 | 無 四 球 | 勝 利 | 敗 戦 | セ 丨 ブ | ホ 丨 ル ド | 勝 率 | 打 者 | 投 球 回 | 被 安 打 | 被 本 塁 打 | 与 四 球 | 敬 遠 | 与 死 球 | 奪 三 振 | 暴 投 | ボ 丨 ク | 失 点 | 自 責 点 | 防 御 率 | W H I P |
| --------- | --------- | ----- | ----- | ----- | ----- | -------- | ----- | ----- | -------- | ----------- | ----- | ----- | -------- | -------- | ----------- | -------- | ----- | -------- | -------- | ----- | -------- | ----- | -------- | -------- | ------- |
| 2006      | 横浜 DeNA | 5     | 5     | 0     | 0     | 0        | 1     | 2     | 0        | 0           | .333  | 93    | 21.0     | 22       | 8           | 8        | 0     | 2        | 17       | 0     | 0        | 15    | 15       | 6.43     | 1.43    |
| 2007      | 横浜 DeNA | 6     | 4     | 0     | 0     | 0        | 0     | 3     | 0        | 0           | .000  | 94    | 20.0     | 21       | 4           | 10       | 0     | 1        | 14       | 1     | 0        | 16    | 14       | 6.30     | 1.55    |
| 2008      | 横浜 DeNA | 16    | 0     | 0     | 0     | 0        | 1     | 1     | 0        | 2           | .500  | 96    | 23.2     | 10       | 1           | 16       | 0     | 1        | 28       | 2     | 0        | 2     | 2        | 0.76     | 1.10    |
| 2009      | 横浜 DeNA | 51    | 0     | 0     | 0     | 0        | 5     | 4     | 18       | 7           | .556  | 223   | 55.0     | 44       | 7           | 17       | 0     | 4        | 68       | 5     | 0        | 22    | 20       | 3.27     | 1.11    |
| 2010      | 横浜 DeNA | 54    | 0     | 0     | 0     | 0        | 2     | 8     | 30       | 2           | .200  | 282   | 68.2     | 57       | 6           | 24       | 5     | 1        | 78       | 3     | 0        | 20    | 20       | 2.62     | 1.18    |
| 2011      | 横浜 DeNA | 59    | 0     | 0     | 0     | 0        | 2     | 6     | 34       | 1           | .250  | 253   | 61.1     | 46       | 5           | 19       | 1     | 4        | 48       | 3     | 0        | 20    | 17       | 2.49     | 1.06    |
| 2012      | 横浜 DeNA | 60    | 0     | 0     | 0     | 0        | 1     | 2     | 22       | 3           | .333  | 258   | 62.0     | 46       | 1           | 22       | 4     | 5        | 62       | 2     | 0        | 13    | 12       | 1.74     | 1.10    |
| 2013      | 横浜 DeNA | 44    | 0     | 0     | 0     | 0        | 5     | 2     | 7        | 6           | .714  | 202   | 46.2     | 46       | 6           | 16       | 1     | 2        | 48       | 5     | 0        | 28    | 28       | 5.40     | 1.33    |
| 2014      | 横浜 DeNA | 33    | 17    | 3     | 2     | 1        | 8     | 5     | 0        | 3           | .615  | 536   | 124.0    | 107      | 5           | 60       | 0     | 3        | 96       | 5     | 0        | 58    | 40       | 2.90     | 1.35    |
| 2015      | 横浜 DeNA | 20    | 20    | 2     | 0     | 0        | 3     | 6     | 0        | 0           | .333  | 508   | 114.1    | 127      | 13          | 42       | 0     | 3        | 119      | 6     | 1        | 67    | 57       | 4.49     | 1.48    |
| 2016      | 横浜 DeNA | 19    | 19    | 5     | 3     | 0        | 11    | 5     | 0        | 0           | .688  | 570   | 138.2    | 112      | 10          | 44       | 0     | 4        | 121      | 5     | 0        | 48    | 44       | 2.86     | 1.13    |
| 2017      | 巨人      | 4     | 4     | 0     | 0     | 0        | 1     | 1     | 0        | 0           | .500  | 97    | 21.0     | 24       | 5           | 16       | 0     | 1        | 22       | 1     | 1        | 15    | 15       | 6.43     | 1.90    |
| 2018      | 巨人      | 30    | 21    | 6     | 2     | 0        | 9     | 9     | 1        | 1           | .500  | 644   | 154.0    | 127      | 18          | 60       | 1     | 9        | 144      | 4     | 0        | 66    | 63       | 3.68     | 1.21    |
| 2019      | 巨人      | 26    | 26    | 0     | 0     | 0        | 15    | 4     | 0        | 0           | .789  | 705   | 170.0    | 137      | 8           | 60       | 1     | 13       | 188      | 4     | 0        | 60    | 55       | 2.91     | 1.16    |
| 2020      | TOR       | 17    | 0     | 0     | 0     | 0        | 2     | 4     | 0        | 1           | .333  | 120   | 25.2     | 28       | 6           | 17       | 0     | 2        | 26       | 2     | 1        | 25    | 23       | 8.06     | 1.75    |
| 2021      | 巨人      | 15    | 15    | 0     | 0     | 0        | 2     | 8     | 0        | 0           | .200  | 337   | 78.1     | 66       | 6           | 37       | 1     | 3        | 83       | 0     | 0        | 34    | 31       | 3.56     | 1.32    |
| 2022      | 巨人      | 1     | 0     | 0     | 0     | 0        | 0     | 0     | 0        | 0           | ----  | 8     | 2.0      | 0        | 0           | 2        | 0     | 0        | 4        | 0     | 0        | 0     | 0        | 0.00     | 1.00    |
| NPB：16年 | NPB：16年 | 443   | 131   | 16    | 7     | 1        | 66    | 66    | 112      | 25          | .500  | 4906  | 1160.2   | 992      | 103         | 453      | 14    | 56       | 1140     | 46    | 2        | 484   | 433      | 3.36     | 1.24    |
| MLB：1年  | MLB：1年  | 17    | 0     | 0     | 0     | 0        | 2     | 4     | 0        | 1           | .333  | 120   | 25.2     | 28       | 6           | 17       | 0     | 2        | 26       | 2     | 1        | 25    | 23       | 8.06     | 1.75    |

- 各年度の太字はリーグ最高
- 横浜（横浜ベイスターズ）は、2012年にDeNA（横浜DeNAベイスターズ）に球団名を変更

### WBSCプレミア12での投手成績
| 年 度 | 代 表 | 登 板 | 先 発 | 勝 利 | 敗 戦 | セ ｜ ブ | 打 者 | 投 球 回 | 被 安 打 | 被 本 塁 打 | 与 四 球 | 敬 遠 | 与 死 球 | 奪 三 振 | 暴 投 | ボ ｜ ク | 失 点 | 自 責 点 | 防 御 率 |
| ----- | ----- | ----- | ----- | ----- | ----- | -------- | ----- | -------- | -------- | ----------- | -------- | ----- | -------- | -------- | ----- | -------- | ----- | -------- | -------- |
| 2019  | 日本  | 3     | 3     | 0     | 0     | 0        | 40    | 9.0      | 11       | 2           | 3        | 0     | 0        | 10       | 0     | 0        | 6     | 6        | 6.00     |

### 年度別守備成績
| 年 度 | 球 団     | 投手  | 投手  | 投手  | 投手  | 投手  | 投手     |
| 年 度 | 球 団     | 試 合 | 刺 殺 | 補 殺 | 失 策 | 併 殺 | 守 備 率 |
| ----- | --------- | ----- | ----- | ----- | ----- | ----- | -------- |
| 2006  | 横浜 DeNA | 5     | 2     | 4     | 0     | 0     | 1.000    |
| 2007  | 横浜 DeNA | 6     | 0     | 3     | 0     | 0     | 1.000    |
| 2008  | 横浜 DeNA | 16    | 1     | 4     | 0     | 0     | 1.000    |
| 2009  | 横浜 DeNA | 51    | 2     | 6     | 0     | 1     | 1.000    |
| 2010  | 横浜 DeNA | 54    | 3     | 7     | 0     | 1     | 1.000    |
| 2011  | 横浜 DeNA | 59    | 2     | 6     | 1     | 0     | .889     |
| 2012  | 横浜 DeNA | 60    | 4     | 14    | 0     | 1     | 1.000    |
| 2013  | 横浜 DeNA | 44    | 2     | 8     | 0     | 0     | 1.000    |
| 2014  | 横浜 DeNA | 33    | 6     | 23    | 2     | 3     | .935     |
| 2015  | 横浜 DeNA | 20    | 6     | 12    | 5     | 0     | .783     |
| 2016  | 横浜 DeNA | 19    | 6     | 18    | 4     | 0     | .857     |
| 2017  | 巨人      | 4     | 0     | 3     | 0     | 0     | 1.000    |
| 2018  | 巨人      | 30    | 5     | 14    | 1     | 1     | .950     |
| 2019  | 巨人      | 26    | 1     | 21    | 1     | 0     | .957     |
| 2020  | TOR       | 17    | 1     | 3     | 0     | 1     | 1.000    |
| 2021  | 巨人      | 15    | 1     | 12    | 3     | 0     | .813     |
| 2022  | 巨人      | 1     | 0     | 0     | 0     | 0     | ----     |
| NPB   | NPB       | 443   | 41    | 155   | 17    | 7     | .920     |
| MLB   | MLB       | 17    | 1     | 3     | 0     | 1     | 1.000    |

### タイトル
NPB
- 最多勝利：1回（2019年）
- 最多奪三振：1回（2019年）
- 最高勝率：1回（2019年）

### 表彰
NPB
- ベストナイン：1回（投手部門：2019年）
- 月間MVP：5回（投手部門：2009年4月、2014年6月、2014年9月、2019年3・4月、2019年6月）
- 最優秀バッテリー賞：1回（2019年 捕手：小林誠司）
- オールスターゲーム マツダ プレマシー賞：1回（2010年）

### 記録

#### NPB
初記録
投手記録
- 初登板・初先発登板・初勝利・初先発勝利：2006年6月29日、対読売ジャイアンツ9回戦（横浜スタジアム）、6回2安打1失点[113]
- 初奪三振：同上、2回表に李承燁から空振り三振[113]
- 初ホールド：2008年9月23日、対阪神タイガース20回戦（阪神甲子園球場）、9回裏に3番手で救援登板、1回無失点[114]
- 初セーブ：2009年5月5日、対読売ジャイアンツ4回戦（東京ドーム）、9回裏に4番手で救援登板・完了、1回無失点[115]
- 初完投・初完投勝利：2014年9月3日、対阪神タイガース18回戦（阪神甲子園球場）、9回5安打1失点11奪三振
- 初完封勝利：2014年9月10日、対東京ヤクルトスワローズ21回戦（横浜スタジアム）、9回4安打5奪三振無四球

打撃記録
- 初安打：2006年7月15日、対広島東洋カープ9回戦（横浜スタジアム）、2回裏に大島崇行から中前安打[116]
- 初打点：2010年7月17日、対読売ジャイアンツ12回戦（横浜スタジアム）、8回裏に久保裕也から右前2点適時打[117]
- 初本塁打：2014年7月1日、対中日ドラゴンズ9回戦（石川県立野球場）、3回表に朝倉健太から左越ソロ

節目の記録
- 100セーブ：2012年9月4日、対東京ヤクルトスワローズ17回戦（横浜スタジアム）、9回表に2番手で救援登板・完了、1回無失点 ※史上25人目[118]
- 1000投球回：2019年6月29日、対東京ヤクルトスワローズ10回戦（秋田こまちスタジアム）、7回裏一死目に中山翔太から見逃し三振 ※史上353人目
- 1000奪三振：2019年8月12日、対広島東洋カープ18回戦（MAZDA Zoom-Zoomスタジアム広島）、3回裏に鈴木誠也から見逃し三振 ※史上150人目

その他の記録
- ノーヒットノーラン：2018年7月27日、対中日ドラゴンズ12回戦（東京ドーム）、1四球の準完全試合 ※史上79人目、90度目
- 先発投手最短危険球退場：2014年7月21日、対中日ドラゴンズ11回戦（横浜スタジアム）、1回表に5球目を和田一浩へ頭部死球
- 通算危険球退場：4回 ※史上最多
- オールスターゲーム出場：3回（2010年、2011年、2019年） ※2016年は選出されるも出場辞退

#### MLB
初記録
- 初登板：2020年7月26日、対タンパベイ・レイズ3回戦（トロピカーナ・フィールド）、10回裏に8番手で救援登板、0/3回を1安打2失点（自責点1）で敗戦投手
- 初奪三振：2020年7月29日、対ワシントン・ナショナルズ3回戦（ナショナルズ・パーク）、10回裏にビクター・ロブレスから空振り三振
- 初勝利：2020年8月26日、対ボストン・レッドソックス5回戦（セーレン・フィールド）、3回表に2番手で救援登板、4回2被安打1失点
- 初ホールド：2020年9月20日、対フィラデルフィア・フィリーズ6回戦（シチズンズ・バンク・パーク）、8回裏に3番手で救援登板、2/3回無失点

### 背番号
- 11（2006年 - 2016年、2019年）
- 42（2017年 - 2018年）
- 1（2020年）
- 99（2021年6月11日 - 同年終了）
- 17（2022年）

### 登場曲
- 「WILD WILD WILD」EXILE THE SECOND（2017年）
- 「Rusty Nail」X JAPAN（2017年）
- 「バンビーナ」布袋寅泰（2018年 - 2019年9月、2021年6月 - ）
- 「裸 〜Nude〜」ゆしん（2019年10月）

### 代表歴
- 2005年AAAアジア野球選手権大会日本代表
- 2019 WBSCプレミア12 日本代表